# Cementerio del Buceo
El Cementerio del Buceo es uno de los más conocidos de Montevideo, Uruguay. Fue fundado en 1872.
Situado frente al mar, está rodeado por la Rambla República de Chile, el Bulevar José Batlle y Ordóñez, la avenida Rivera y la calle Tomás Basáñez. Esta última lo separa del Cementerio Británico.

## Sepulturas
Algunas de las personalidades sepultadas aquí son:
- Francisco Piria (1847-1933), empresario y alquimista, fundador de Piriápolis.
- Rafael Echavarren (1950-1972), Único fallecido en el accidente de Los Andes que está sepultado en Uruguay
- Ramón V. Benzano (1847-1932), Intendente de Montevideo, político colorado.
- Leonor Mouliá de Benzano, esposa del anterior.
- Martín Acosta y Lara (1925-2005), baloncestista, medallista olímpico en Helsinki 1952
- César Amaro (1948-2012), guitarrista
- Germán Barbato Intendente de Montevideo en 2 periodos.
- Amanda Berenguer (1921-2010), poetisa
- Pedro Cea (1900-1970), futbolista, campeón mundial en 1930
- Hugo Cores (1937-2006), político frenteamplista
- Héctor Costa (1929-2010), baloncestista
- Laura Daners (1967–2010), nadadora y periodista
- Esteban Echeverría (1805-1851), poeta romántico argentino
- Juan José de Amézaga (1881-1956), Abogado, 28° Presidente Constitucional de Uruguay
- Celia Álvarez Mouliá de Amézaga (1881-1956), primera dama de Uruguay entre 1943 y 1947.
- Wilson Ferreira Aldunate (1919-1988), político nacionalista
- María Ester Gatti (1918-2010), Maestra y activista
- Alcides Ghiggia (1927-2015) futbolista, campeón mundial en 1950
- Juan Carlos González Ortiz (1924–2010), futbolista
- Juana de Ibarbourou (1892–1979), poetisa
- Jorge Machiñena (1936-2007), político nacionalista
- Héctor Martín Sturla (1953-1991) abogado y político uruguayo.
- Irma Irene Mouliá (1926-2024), soprano
- Jorge Manicera (1938-2012), futbolista
- Roque Gastón Máspoli (1917-2004), futbolista, campeón mundial en 1950
- Óscar Míguez (1927-2006), futbolista, campeón mundial en 1950
- Julio Pérez (1926-2002), futbolista, campeón mundial en 1950
- Rafael Barradas (1890-1929), pintor
- Luisel Ramos (1984-2006), modelo
- Juan Pablo Rebella (1974-2006), cineasta
- José María Robaina Ansó (1921-1992), abogado y político cívico
- Juan Alberto Schiaffino (1925-2002), futbolista, campeón mundial en 1950
- Elena Zuasti (1935-2011), actriz
- Gonzalo «Gonchi» Rodríguez (1971 - 1999), automovilista
- Eleuterio Fernández Huidobro (1942 - 2016), Ministro de Defensa Nacional